# Diócesis de Bafoussam
La diócesis de Bafoussam (en latín: Dioecesis Bafussamensis y en francés: Diocèse de Bafoussam) es una circunscripción eclesiástica de la Iglesia católica en Camerún. Se trata de una diócesis latina, sufragánea de la arquidiócesis de Duala. Desde el 27 de noviembre de 2021 su obispo es Paul Lontsié-Keuné.

## Territorio y organización
La diócesis tiene 13 000 km² y extiende su jurisdicción sobre los fieles católicos de rito latino residentes en parte de la región Occidental.
La sede de la diócesis se encuentra en la ciudad de Bafoussam, en donde se halla la Catedral de San José.
En 2020 en la diócesis existían 95 parroquias.

## Historia
La diócesis fue erigida el 5 de febrero de 1970 con la bula Munus Apostolicum del papa Pablo VI, obteniendo el territorio de la diócesis de Nkongsamba.
Originalmente sufragánea de la arquidiócesis de Yaundé, el 18 de marzo de 1982 pasó a formar parte de la provincia eclesiástica de Duala.

## Estadísticas
Según el Anuario Pontificio 2021 la diócesis tenía a fines de 2020 un total de 301 770 fieles bautizados.
| Año                                                                             | Población            | Población | Población      | Sacerdotes | Sacerdotes    | Sacerdotes    | Bautizados por sacerdote | Diáconos permanentes | Religiosos | Religiosos | Parroquias |
| Año                                                                             | Bautizados católicos | Total     | % de católicos | Total      | Clero secular | Clero regular | Bautizados por sacerdote | Diáconos permanentes | Varones    | Mujeres    | Parroquias |
| ------------------------------------------------------------------------------- | -------------------- | --------- | -------------- | ---------- | ------------- | ------------- | ------------------------ | -------------------- | ---------- | ---------- | ---------- |
| 1980                                                                            | 156 500              | 921 000   | 17.0           | 40         | 19            | 21            | 3912                     |                      | 26         | 76         | 26         |
| 1990                                                                            | 233 000              | 1 164 000 | 20.0           | 55         | 35            | 20            | 4236                     |                      | 23         | 84         | 27         |
| 1999                                                                            | 262 035              | 1 590 700 | 16.5           | 82         | 58            | 24            | 3195                     |                      | 31         | 97         | 41         |
| 2000                                                                            | 266 200              | 1 610 000 | 16.5           | 88         | 63            | 25            | 3025                     |                      | 41         | 119        | 41         |
| 2001                                                                            | 269 000              | 1 629 000 | 16.5           | 93         | 69            | 24            | 2892                     |                      | 70         | 69         | 50         |
| 2002                                                                            | 300 000              | 1 600 000 | 18.8           | 94         | 73            | 21            | 3191                     |                      | 53         | 146        | 51         |
| 2003                                                                            | 300 000              | 1 600 000 | 18.8           | 98         | 74            | 24            | 3061                     |                      | 66         | 147        | 51         |
| 2004                                                                            | 300 000              | 1 800 000 | 16.7           | 103        | 78            | 25            | 2912                     |                      | 82         | 141        | 63         |
| 2006                                                                            | 310 800              | 1 864 000 | 16.7           | 109        | 83            | 26            | 2851                     |                      | 62         | 170        | 67         |
| 2012                                                                            | 291 000              | 2 249 000 | 12.9           | 131        | 97            | 34            | 2221                     |                      | 79         | 195        | 79         |
| 2015                                                                            | 314 300              | 2 419 000 | 13.0           | 149        | 114           | 35            | 2109                     |                      | 127        | 219        | 91         |
| 2018                                                                            | 306 245              | 2 103 680 | 14.6           | 147        | 114           | 33            | 2083                     |                      | 84         | 195        | 94         |
| 2020                                                                            | 301 770              | 2 074 813 | 14.5           | 160        | 121           | 39            | 1886                     |                      | 79         | 214        | 95         |
| Fuente: Catholic-Hierarchy, que a su vez toma los datos del Anuario Pontificio. |                      |           |                |            |               |               |                          |                      |            |            |            |

## Episcopologio
- Denis Ngande † (5 de febrero de 1970-28 de febrero de 1978 falleció)
- André Wouking † (15 de marzo de 1979-27 de noviembre de 1998 nombrado arzobispo de Yaoundé)
- Joseph Atanga, S.I. (22 de junio de 1999-3 de diciembre de 2009 nombrado arzobispo de Bertoua)
- Dieudonné Watio (5 de marzo de 2011-19 de marzo de 2021 retirado)
- Paul Lontsié-Keuné, desde el 27 de noviembre de 2021